# Foix
Foix em francês e em catalão, Fois em occitano, é uma comuna francesa na região administrativa de Midi-Pyrénées, no departamento de Ariège.
Situada na confluência do rio Arget com o rio Ariège, no chamado Pays de Foix, comarca que se corresponde aproximadamente com o núcleo do antigo Condado de Foix. 
Seus monumentos mais destacados são o castelo dos condes (do século XI) com três torres dos séculos XII, XIV e XV, e sua catedral gótica consagrada a São Volusiano, arcebispo de Tours no século V. A cidade surgiu em torno de um oratório construído por Carlos Magno e que no século X se tornouna Abadia de São Volusiano.

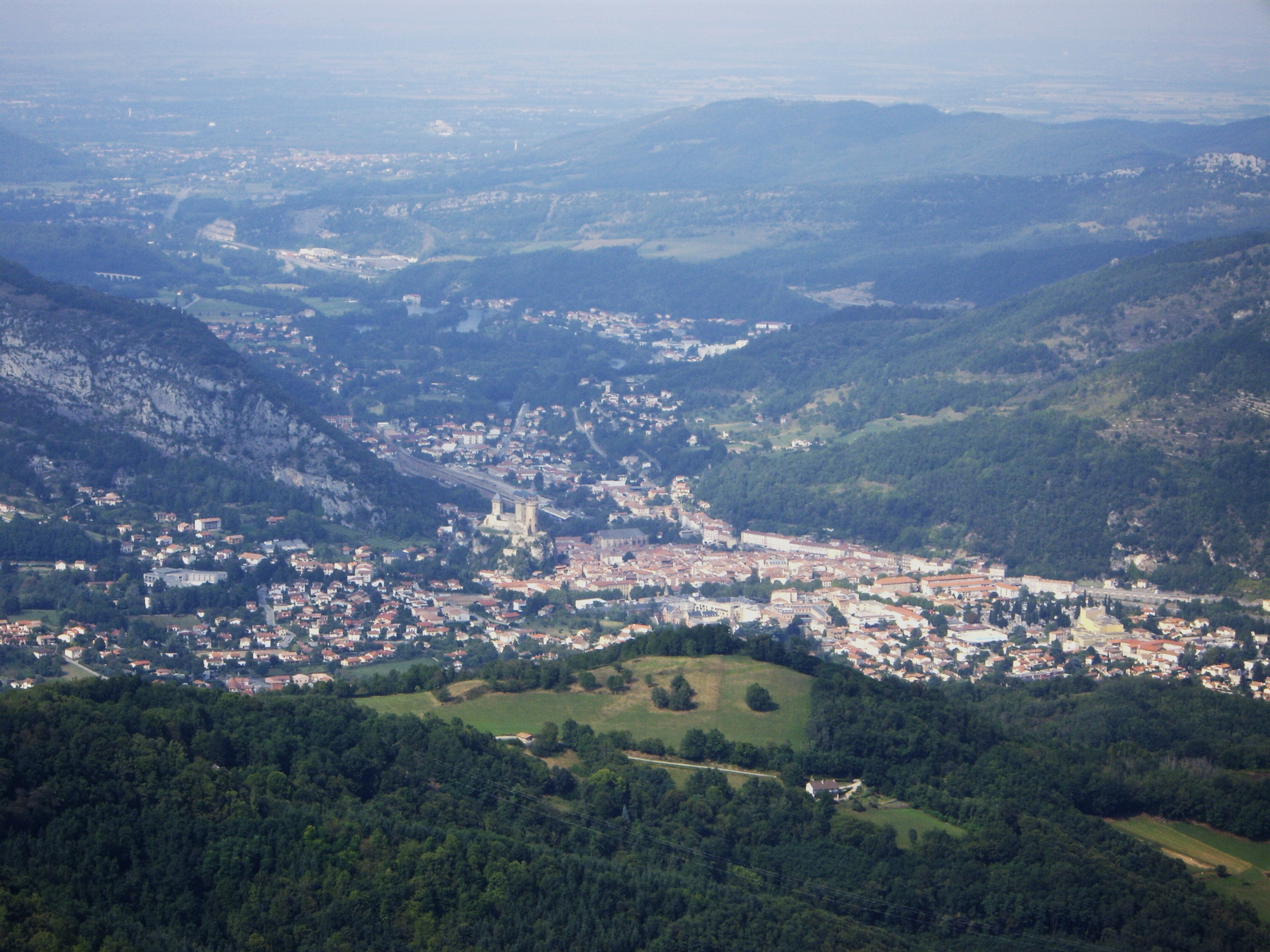
Vista de Foix

## Monumentos de interesse
- Castelo de Foix.
- Co-príncipes de Andorra.
- Gastão de Foix.